# جيمس بالمر جونيور
جيمس بالمر جونيور (بالإنجليزية: James Palmer Jr.)‏ هو لاعب كرة قدم ولاعب كرة سلة أمريكي في مركز مدافع مسدد الهدف، ولد في 31 يوليو 1996 في واشنطن العاصمة في الولايات المتحدة. لعب مع Miami Hurricanes men's basketball ‏.

## وصلات خارجية
- جيمس بالمر جونيور على موقع الدوري الأوروبي لكرة السلة (الإنجليزية)
- جيمس بالمر جونيور على موقع سبورتس رفرنس (الإنجليزية)
- جيمس بالمر جونيور على موقع كرة السلة الأوروبية.كوم (الإنجليزية)
- جيمس بالمر جونيور على موقع كلية كرة السلة في سبورتس رفرنس.كوم (الإنجليزية)
- جيمس بالمر جونيور على موقع ريلجم (الإنجليزية)
- جيمس بالمر جونيور على موقع بروبوليرز (الإنجليزية)
- جيمس بالمر جونيور على موقع سبورتس رفرنس (الإنجليزية)
- جيمس بالمر جونيور على موقع سبورتس رفرنس (الإنجليزية)